# Fleury-la-Vallée
Pour les articles homonymes, voir Fleury.
Fleury-la-Vallée est une commune française située dans le département de l'Yonne en région Bourgogne-Franche-Comté.

## Géographie

### Communes limitrophes
Fleury-la-Vallée est voisine de
- Branches, à l'est ;
- Valravillon, au nord et au nord-ouest;
- Poilly-sur-Tholon, à l'ouest ;
- Charbuy, au sud.

### Hydrographie
La commune est traversée du sud au nord par le Taraut, un ruisseau affluent du Ravillon qui se jette dans l'Yonne environ 10 km plus au nord.

### Accessibilité, transport
Réseau routier
La commune est desservie par les routes D 31 (du nord au sud-est) et D 176 (d'ouest en est).
Le nord de la commune est traversé par l'autoroute du Soleil, la sortie la plus proche étant celle d'Auxerre-Nord, à Branches.
Voies aériennes
- L'aéroport d'Auxerre - Branches est situé dans la commune voisine de Branches, à moins de 8 km du centre du village de Fleury.

### Climat
Pour des articles plus généraux, voir Climat de la Bourgogne-Franche-Comté et Climat de l'Yonne.
En 2010, le climat de la commune est de type climat océanique dégradé des plaines du Centre et du Nord, selon une étude du Centre national de la recherche scientifique s'appuyant sur une série de données couvrant la période 1971-2000. En 2020, Météo-France publie une typologie des climats de la France métropolitaine dans laquelle la commune est exposée à un climat océanique altéré et est dans la région climatique  Lorraine, plateau de Langres, Morvan, caractérisée par un hiver rude (1,5 °C), des vents modérés et des brouillards fréquents en automne et hiver. 
Pour la période 1971-2000, la température annuelle moyenne est de 10,9 °C, avec une amplitude thermique annuelle de 15,6 °C. Le cumul annuel moyen de précipitations est de 740 mm, avec 12 jours de précipitations en janvier et 7,6 jours en juillet. Pour la période 1991-2020, la température moyenne annuelle observée sur la station météorologique de Météo-France la plus proche, « Aillant », sur la commune de Montholon à 7 km à vol d'oiseau, est de 11,5 °C et le cumul annuel moyen de précipitations est de 727,4 mm. 
La température maximale relevée sur cette station est de 42,7 °C, atteinte le 24 juillet 2019 ; la température minimale est de −23,5 °C, atteinte le 25 février 1986,,. 
Les paramètres climatiques de la commune ont été estimés pour le milieu du siècle (2041-2070) selon différents scénarios d'émission de gaz à effet de serre à partir des nouvelles projections climatiques de référence DRIAS-2020. Ils sont consultables sur un site dédié publié par Météo-France en novembre 2022.

## Urbanisme

### Typologie
Au 1er janvier 2024, Fleury-la-Vallée est catégorisée bourg rural, selon la nouvelle grille communale de densité à sept niveaux définie par l'Insee en 2022.
Elle est située hors unité urbaine. Par ailleurs la commune fait partie de l'aire d'attraction d'Auxerre, dont elle est une commune de la couronne,. Cette aire, qui regroupe 104 communes, est catégorisée dans les aires de 50 000 à moins de 200 000 habitants,.

### Occupation des sols
L'occupation des sols de la commune, telle qu'elle ressort de la base de données européenne d’occupation biophysique des sols Corine Land Cover (CLC), est marquée par l'importance des territoires agricoles (69,2 % en 2018), une proportion sensiblement équivalente à celle de 1990 (69,4 %). La répartition détaillée en 2018 est la suivante : 
terres arables (67,6 %), forêts (23,5 %), zones urbanisées (7,4 %), zones agricoles hétérogènes (1,6 %). L'évolution de l’occupation des sols de la commune et de ses infrastructures peut être observée sur les différentes représentations cartographiques du territoire : la carte de Cassini (XVIIIe siècle), la carte d'état-major (1820-1866) et les cartes ou photos aériennes de l'IGN pour la période actuelle (1950 à aujourd'hui).

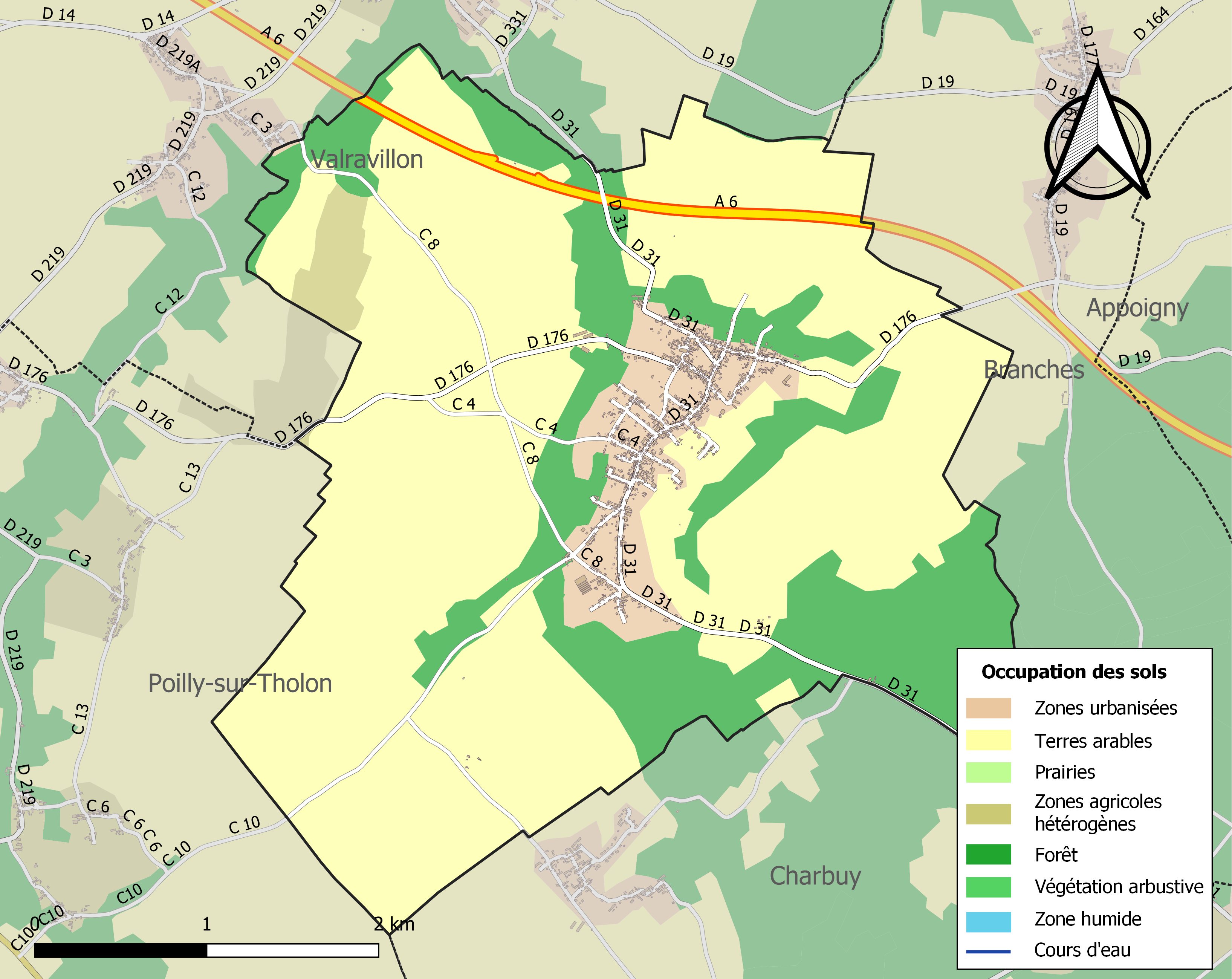
Carte des infrastructures et de l'occupation des sols de la commune en 2018 (CLC).

## Politique et administration

### Liste des maires
| Période   | Période    | Identité                      | Étiquette | Qualité |
| --------- | ---------- | ----------------------------- | --------- | ------- |
| Mai 1896  | Août 1916  | Nestor Bouquin                |           |         |
| Mars 1983 | Juin 1995  | Pierre Masson                 |           |         |
| Juin 1995 | Avril 2004 | Alain Girard                  |           |         |
| Juin 2004 | Juin 2020  | Jean-Claude Lescot            |           |         |
| Juin 2020 | En cours   | Françoise Cancela-Landesheère |           |         |

## Démographie
L'évolution du nombre d'habitants est connue à travers les recensements de la population effectués dans la commune depuis 1793. Pour les communes de moins de 10 000 habitants, une enquête de recensement portant sur toute la population est réalisée tous les cinq ans, les populations de référence des années intermédiaires étant quant à elles estimées par interpolation ou extrapolation. Pour la commune, le premier recensement exhaustif entrant dans le cadre du nouveau dispositif a été réalisé en 2006.

En 2022, la commune comptait 1 019 habitants, en évolution de −7,53 % par rapport à 2016 (Yonne : −1,95 %, France hors Mayotte : +2,11 %).
| 1793  | 1800  | 1806  | 1821  | 1831  | 1836  | 1841  | 1846  | 1851  |
| ----- | ----- | ----- | ----- | ----- | ----- | ----- | ----- | ----- |
| 1 025 | 1 037 | 1 101 | 1 152 | 1 325 | 1 420 | 1 475 | 1 525 | 1 521 |

| 1856  | 1861  | 1866  | 1872  | 1876  | 1881  | 1886  | 1891  | 1896  |
| ----- | ----- | ----- | ----- | ----- | ----- | ----- | ----- | ----- |
| 1 437 | 1 395 | 1 369 | 1 333 | 1 280 | 1 253 | 1 254 | 1 180 | 1 139 |

| 1901  | 1906  | 1911  | 1921 | 1926 | 1931 | 1936 | 1946 | 1954 |
| ----- | ----- | ----- | ---- | ---- | ---- | ---- | ---- | ---- |
| 1 111 | 1 106 | 1 031 | 895  | 884  | 832  | 816  | 808  | 801  |

| 1962 | 1968 | 1975 | 1982 | 1990 | 1999  | 2006  | 2011  | 2016  |
| ---- | ---- | ---- | ---- | ---- | ----- | ----- | ----- | ----- |
| 815  | 749  | 804  | 888  | 942  | 1 001 | 1 113 | 1 111 | 1 102 |

| 2021  | 2022  | - | - | - | - | - | - | - |
| ----- | ----- | - | - | - | - | - | - | - |
| 1 050 | 1 019 | - | - | - | - | - | - | - |

## Lieux et monuments
- L'église Saint-Loup.

## Personnalités liées à la commune
- Raymond Berthillon, né le 9 décembre 1923 à Fleury-la-Vallée.

## Jumelages
- Eich (Allemagne)[18].

## village comprenant une Epicerie ,une Boulangerie/Pâtisserie ,une pharmacie et 2 ostéopathes